# Oirós
Santa María de Oirós es una parroquia que se localiza en el ayuntamiento de Villa de Cruces. Según el IGE en 2013 tenía 130 habitantes (67 mujeres y 63 hombres), distribuidos en 12 entidades de población, lo que supone una disminución en relación con el año 1999 cuando tenía 182 habitantes.
En esta parroquia nació el escritor Eduardo Aurelio Cacheda Vigide.

## Patrimonio
Campo de mámoas de Oirós: veinte túmulos funerarios distribuidos en una explanada de varias hectáreas, cerca de la carretera que une la capital del ayuntamiento con Lalín.
La iglesia de Santa María de Oirós es una iglesia románica, pero quedan pocos restos de la obra original. Tiene una cruz procesional de 1589 labrada por el platero compostelano Rodrigo de Paradiñas. En el interior del templo hay un arcosolio con el sepulcro del comisario del Santo Oficio Lope Barela, muerto en 1610, que donó su casa, hoy rectoral a cambio de que le permitieran hacer este sepulcro y la capilla que lo alberga.

## Lugares
Los lugares de la parroquia de Oirós son:
- A Cascalleira
- A Corredoira
- Carvalente
- Cascacheda
- Eirexe
- Gondorón
- Os Seixos
- Pazos
- Pedroso
- Penela (A Penela)[2]
- Picos
- Souto